# Korean Register of Shipping
Das Korean Register of Shipping (abgekürzt: Korean Register oder KR; deutsch: Koreanisches Schiffsregister) mit Sitz in Busan ist eine weltweit arbeitende Klassifikationsgesellschaft.
Die Gesellschaft wurde 1960 in Südkorea gegründet und arbeitet seitdem auf dem Gebiet der Schiffsklassifikation. In den Jahren des Bestehens weitete das KR seine Tätigkeit von der ausschließlich auf Schiffe bezogenen Besichtigung auf verwandte Bereiche, wie Schadensbesichtigungen, Klassifikation von Offshore- und Industriebauwerken oder den Bereich der Maritimen Forschung aus. KR wurde im Jahr 1988 als Vollmitglied der International Association of Classification Societies (IACS) aufgenommen und arbeitet mit einem ISO 9001 konformen Qualitätsmanagement.
Seit 1990 ist das KRS in den Klassifizierungsbedingungen des Institute of London Underwriters (ILU) gelistet. Des Weiteren ist KR ein außerordentliches Mitglied der International Association of Dry Cargo Shipowners (INTERCARGO) und der International Association of Independent Tanker Owners (INTERTANKO). Die Gesellschaft ist mit weltweit 67 Niederlassungen vertreten und von 78 Staaten zur Klassifizierung von Schiffen unter ihrer Flagge ermächtigt. Zurzeit sind etwa 3200 Schiffe mit einer Bruttovermessung von rund 72 Millionen BRZ beim KR klassifiziert.
KR ist als Gutachter für Schiffssicherheit und Meeresumweltschutz, Funk- und Navigationsausrüstung sowie Gefahrenabwehr (ISPS) bei der deutschen Flaggenstaatverwaltung zugelassen.
Deutsche Kunden sind unter anderem Oldendorff Shipping Lübeck, Bernhard Schulte Shipping Hamburg, V-Ships Germany Hamburg, Liberty Blue Shipmanagement Leer, Briese Leer, NSC etc. 
KR hat in Deutschland eine Niederlassung in Hamburg und ein kleineres Büro für Industrie-Besichtigungen in Frankfurt am Main.